# Venetiko (Kykladen)
Venetiko (griechisch Βενέτικο (n. sg.)) ist eine unbewohnte kleine griechische Insel östlich von Iraklia in der Region Südliche Ägäis (Περιφέρεια Νότιου Αιγαίου). Sie zählt zur Gruppe der Kleinen Kykladen.
Die Felseninsel ist mit Iraklia und weiteren benachbarten Inseln im ökologischen Netz „Natura 2000“ der EU als Schutzgebiet registriert.